# Dierna patibulum
Dierna patibulum là một loài bướm đêm trong họ Noctuidae.